# Mickey's Ultimate Challenge
Mickey's Ultimate Challenge é um jogo eletrônico de quebra-cabeça estrelando Mickey Mouse para Super Nintendo, Game Boy, Mega Drive, Master System e Game Gear. Ele também é estrelado por Minnie Mouse, Pateta e Pato Donald. A versão para Master System, lançada em 1998, foi o último jogo lançado para esse console.

## Recepção
Mickey's Ultimate Challenge recebeu críticas geralmente mistas de revistas de jogos. A versão para Game Boy recebeu 65% da GameRankings, enquanto a versão para Mega Drive recebeu 51,25%. A Electronic Gaming Monthly deu à versão de Gênesis um 6,25 de 10. Eles observaram que o jogo é muito fácil para veteranos de quebra-cabeça, mas seria uma boa diversão para jogadores mais jovens. Eles deram à versão para Game Boy um 6,75 de 10, novamente comentando que os quebra-cabeças são fáceis, mas divertidos, especialmente para jogadores mais jovens. Na edição 59 da revista Nintendo Power, analisou a versão para Super Nintendo e afirmou que o jogo provou "ser divertido para o público-alvo".